# Корова
Бик сві́йський, або коро́ва (лат. Bos taurus), — вид ссавців роду Бик родини бикових (Bovidae). Слово «корова» позначає самицю виду, а «свійський бик» або «домашній бик» — самця. Розводять заради м'яса, шкіри та молока. У таких релігіях, як індуїзм та буддизм, цю тварину вважають священною, а знищення корови або заподіяння їй шкоди заслуговує кари. В українській народній традиції корова — це годувальниця та основа добробуту сім'ї.
Розрізняють м'ясні, м'ясо-молочні, молочно-м'ясні та молочні породи корів.

## Біологія

### Опис

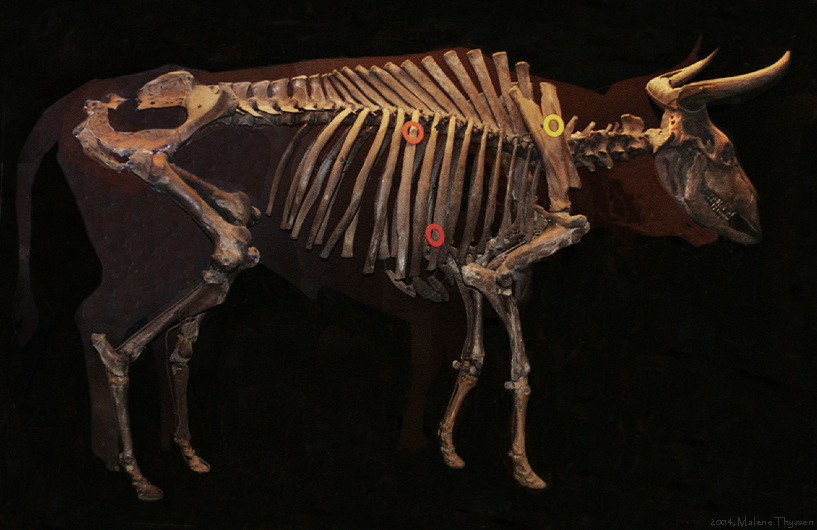
Скелет тура — близького родича корови.

Тіло дорослої корови завдовжки сягає двох метрів, зазвичай заввишки вона не більша від 1,5 метра. Хвіст, що служить для відганяння комах, завдовжки до 1,5 метра. Маса корови не перевищує 1 тонни, а в середньому маса дійної корови становить близько 400—600 кг.
Забарвлення корів буває різне. Здебільшого це залежить від породи. Найчастіше трапляються корови чорної, чорно-білої, рудої масті. Коров'ячі роги у більшості порід завдовжки не перевищують 20 см, але є окремі породи, у яких вони досягають метрової довжини. Корови без рогів називаються шутими або комолими. Вуха містяться біля рогів. Кінчики вух густо покриті шерстю. Морда витягнута з тупим великим носом на кінці. Навколо очей — густі вії. Шия схожа на конячу, але товстіша. Ноги завдовжки сягають 1 метра. Діаметр копит — до 25 см.

### Еволюція та систематика
Вид Bos taurus класифікував у 1758 році Карл Лінней, поділивши його на три окремі види, які нині вважають підвидами. Перший із них — Bos primigenius taurus, тепер відомий як «корова», поширений у Європі, Африці та Азії.
Другий підвид — Bos primigenius indicus, зебу — поширений в Африці та Індії. Походить від турів, які, потрапивши в Індію близько 200 тисяч років тому, пристосовувалися до місцевих умов і були одомашнені незалежно від звичайних нам корів.
Третій підвид — тур (Bos primigenius primigenius). Його вважають предком корів та зебу. Був поширений у Європі, Центральній Азії, Близькому Сході, Північній Африці. Тури вимерли в XV столітті. Останній у природі тур був забитий на полюванні в східних лісах Польщі в XIX столітті[джерело?].
Це найбільша та найпродуктивніша свійська тварина[джерело?].

### Поширення
У дикій природі немає підвиду Bos taurus taurus, оскільки він, виведений переважно від підвиду Bos taurus primigenius, уже протягом п'яти століть одомашнений.
У XXI столітті корови поширені на всіх материках, крім Антарктиди. У світі налічують близько 1,5 мільярда голів корів станом на 2018 рік.
У Індії поширений підвид корів зебу. Там найбільше корів — близько 400 мільйонів. У Китаї близько 150 млн голів.
На півночі країн Африки водився тур. Тепер у цих країнах налічують 200 мільйонів корів.
На території західних штатів у США були поширені близькі родичі корови — бізони, які у 2-й половині XIX ст. були майже винищені. Але на сьогодні популяція є сталою. На 2006 рік у США 100 мільйонів голів корів.
На сході Європи, як і на півночі Африки, водились тури. Найбільше їх було в лісах та степах сучасної України, Польщі, Росії. Країни Європи налічують 130 мільйонів корів.

### Харчування

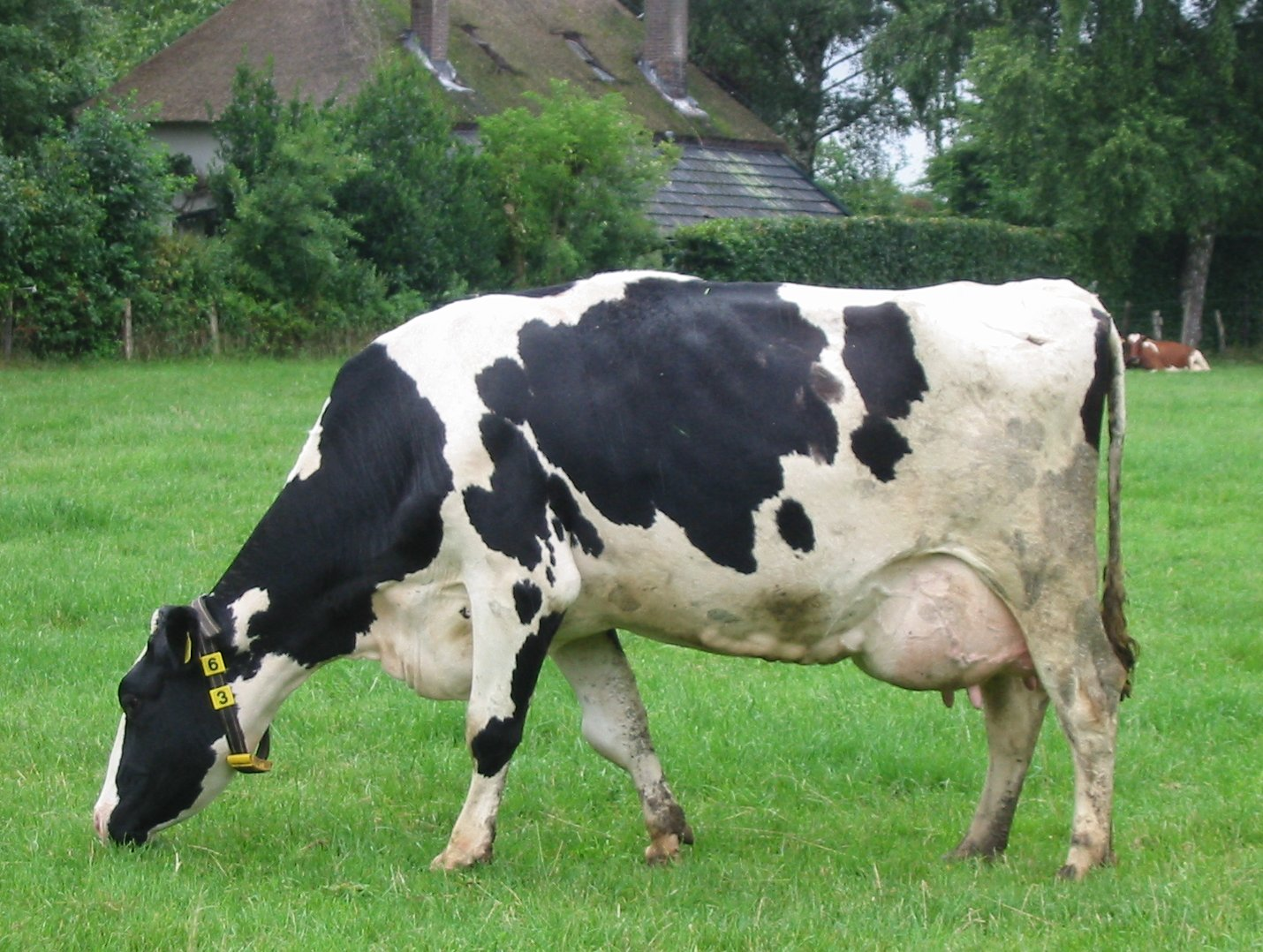
Корова споживає траву

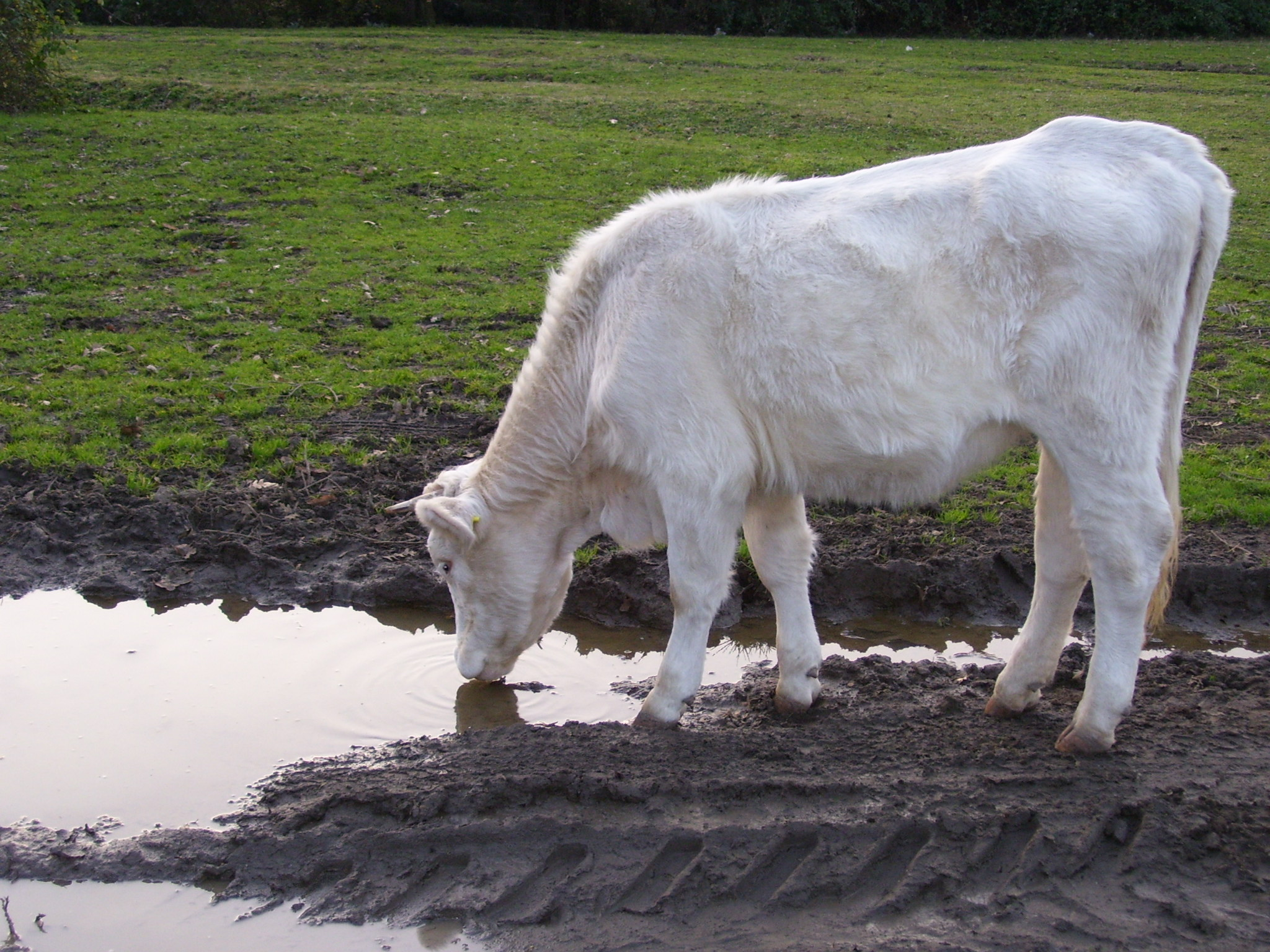
Корова п'є воду

Корова — травоїдна тварина. За день може спожити 50 кг рослинної їжі й до 40 л води. Переважно корови випасають траву до 20 см висоти, оскільки не люблять високої трави. Живляться вони такими рослинами: пирієм, конюшиною лучною, конюшиною звичайною, молочаєм, очеретом, аїром та ін. Коли бракує їжі, корови можуть їсти гілки дерев, кущів. Це жуйні тварини. Після достатнього випасання вони пережовують їжу (ремигають) напівлежачи, рідше стоячи.
Узимку на фермах, у колективних господарствах та інше, споживають заготовлене людьми сіно, солому, жом, кормові буряки тощо.
Корова спершу захоплює траву до рота язиком, а тоді відкушує зубами. Не потребує проштовхувати їжу язиком. Крім того, корова здатна захоплювати траву язиком і водночас ковтати. У корови зуби ростуть під певним кутом (зазвичай близько 45°), що допомагає відкушувати траву.

### Розмноження
У дикій природі тури билися за самиць. Оскільки тури вимерли, такий ритуал шлюбного періоду не зберігся. Найімовірніше, що виводок був один раз на два роки.
Період вагітності корови триває 285 днів. У цей час тільна корова відзначається більшим апетитом. За час вагітності у корови повільно збільшується розмір тулуба і розширюється таз. За день або кілька днів перед отеленням корова посилено дбає про чистоту свого тіла.
Новонароджене теля заввишки близько 50 см, завважує 18—45 кг, залежно від породи, і при достатньому теплі, встає на ноги за годину після народження. Корова добре дбає про теля і у більшості випадків відкликається на його голос.
Теля смокче молоко лише 4-6 місяців. Вже у віці 1 місяця може споживати траву, але при цьому смокче молоко матері. Молода корова набуває статевої зрілості у віці 2 років. Корову, що не досягла статевої зрілості або статево зрілу лише 1 рік, українці називають телицею. Середня тривалість життя корови 20 років, щонайбільше 25 років.
За один виводок корова народжує одне теля, рідше двох. Дуже рідко трапляються випадки, коли корови народжують трьох телят за раз.

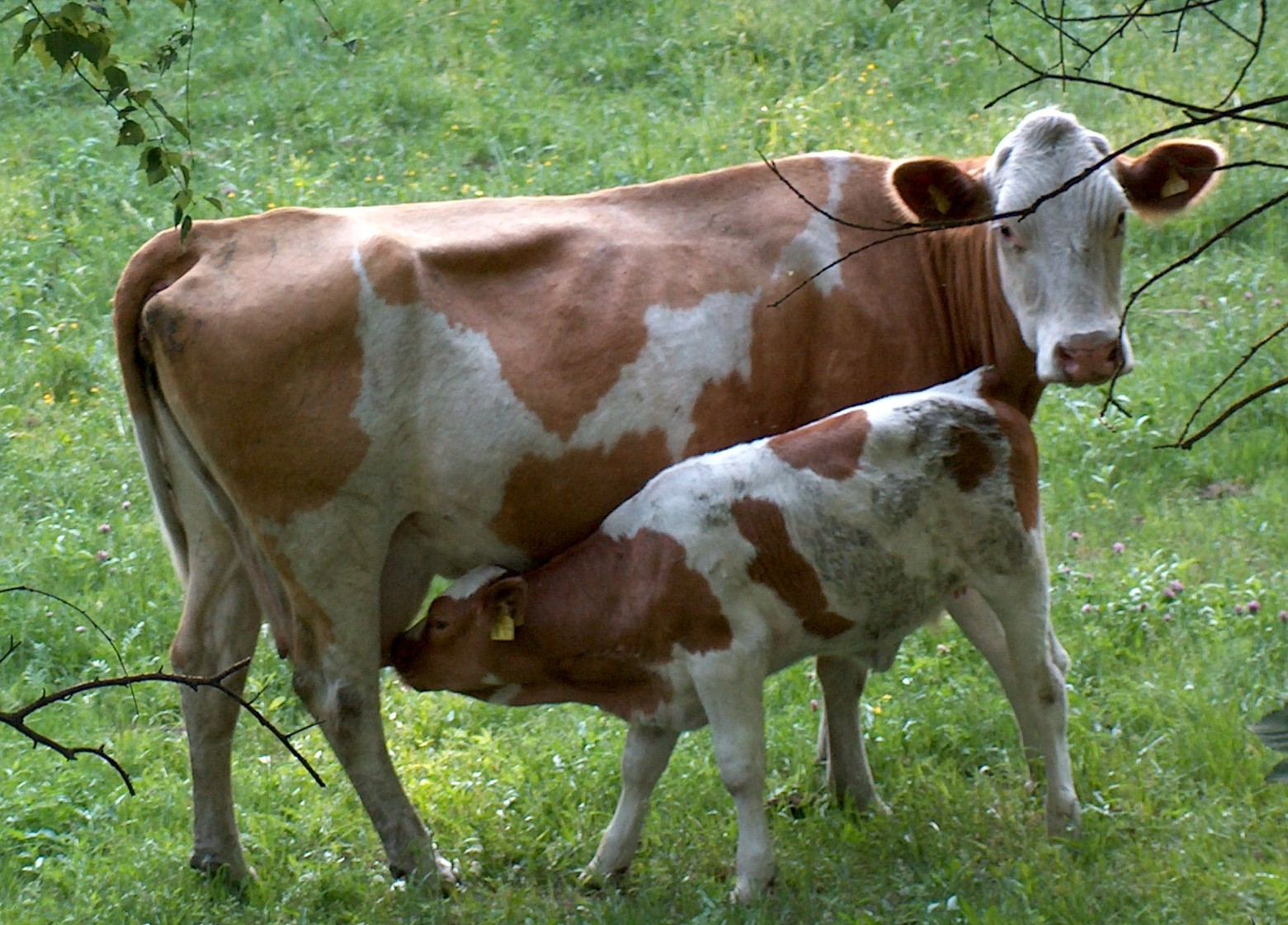
Теля смокче молоко корови

### Зникнення природної популяції
Найдавнішим предком корови вважають тура, або дикого бика. За часів Київської Русі на території сучасної України дуже багато цих тварин населяло степи, лісостепи, мішані ліси. Полювання на турів — велика розкіш тих часів. Ця розвага знаті називалася ловами. Згодом на турів почали полювати і звичайні люди — задля смачного м'яса. Так кількість популяції турів різко зменшилась, і вони стали на грані вимирання. Треба було вчасно вжити необхідних заходів. Оскільки у часи зникнення турів влада країн, де були поширені ці тварини, була заклопотана війнами, вони вимерли через малу кількість популяції та через хворобу, що остаточно 1627 року знищила турів.
У XIX столітті на території Польщі було знайдено кілька пар турів, які згодом також вимерли[джерело?].
Нині в музеях можна побачити череп тура, що показує велику фізичну силу тварини. Скелет відзначається більшим розміром та довшими рогами, ніж у свійського бика.

### Поява здичавілих корів на території Чорнобильської зони відчуження
На території зони відчуження у 2016 році зафіксовано появу стада здичавілих корів. Вони з'явились після того, як дві сім'ї самоселів у місті Чорнобиль та селі Луб'янка померли — тварини, які жили в їхніх господарствах, пристосувались до життя на волі на території Чорнобильського радіаційно-екологічного біосферного заповідника, де спостерігають за ними з 2018 року. Тварини за інформацією науковців, здорові та здатні до захисту себе та потомства. Вони належать до української чорно-рябої породи. При цьому кількість стада поступово зростає — на початку 2019 року їхня кількість становила 13-14 голів, а станом на 2021 — 19 голів. Також стадо зуміло пережити у квітні 2020 року лісову пожежу, відкочувавши у безпечне місце та повернувшись у травні 2020 року на своє звичне місце. Здичавілі корови відіграють позитивну роль у екоценозі Чорнобильської зони, оскільки споживають надлишок рослин і тим самим зменшують ймовірність лісових пожеж.

### Породи корів
У сучасному скотарстві налічують близько 300 порід великої рогатої худоби, поширених по всьому світу. Загальна кількість усіх порід корів становить приблизно 1080, з яких 121 порода зебу, 29 порід гібридного походження і 38 порід буйволів.
Тут наведено найпопулярніші породи корів
Молочні: найвисокопродуктивніша — голштинська (рекордистка Убре Бланка — більше 110 кг молока).

#### Робочого напрямку продуктивності

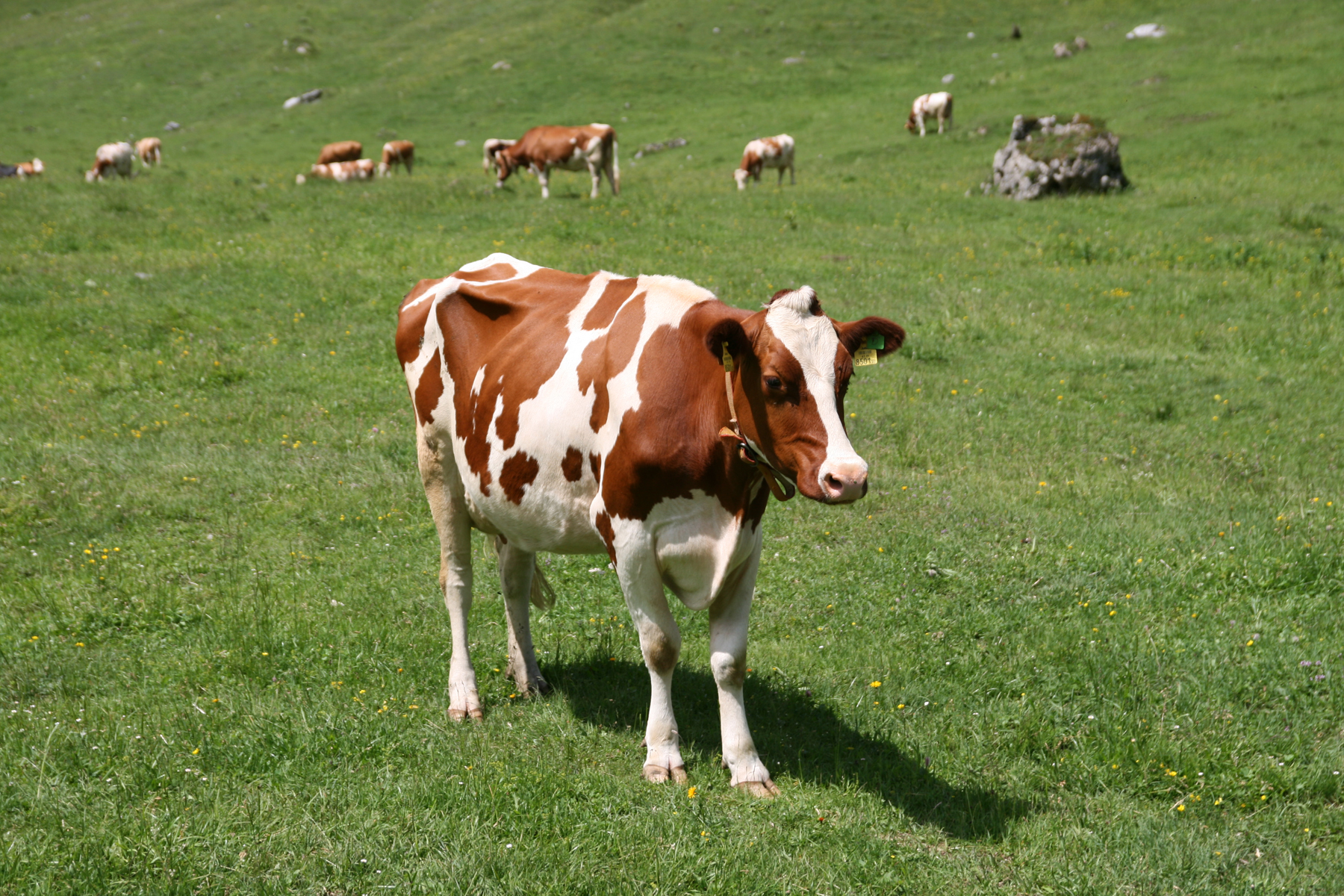
Корова на пасовищі

Сіра українська порода є однією з найдавніших у світі, що є наслідком саме цивілізаційного центру припонтійського походження аріїв, що вийшли в північне Причорномор'я вже з синкретичною землеробсько-скотарською культурою господарювання, на тисячоліття раніше виходу шумерів до межиріччя Тигру та Євфрату[джерело?]. Цих тварин українці використовували як м'ясних, молочних та робочих. Цій породі притаманні витривалість, пристосованість до бідного раціону в степовій зоні, добра якість м'яса. Здебільшого самиць використовували для молока, самців — як тяглову силу. Порода поширена в Україні та сусідніх державах.
Аргентинські науковці вивели породу корів, молоко яких містить інсулін. Молоко цієї породи корисне для людей, хворих на цукровий діабет.

#### М'ясні
Найпоширенішою м'ясної породою корів є герефордська, яку розводять у США, Канаді, Аргентині, Уругваї, Бразилії, Австралії, Європі, в тому числі й в Україні. Герефордська порода належить до великих порід: жива маса повнолітніх корів становить 550—600 кг, а биків 800—1100 кг.

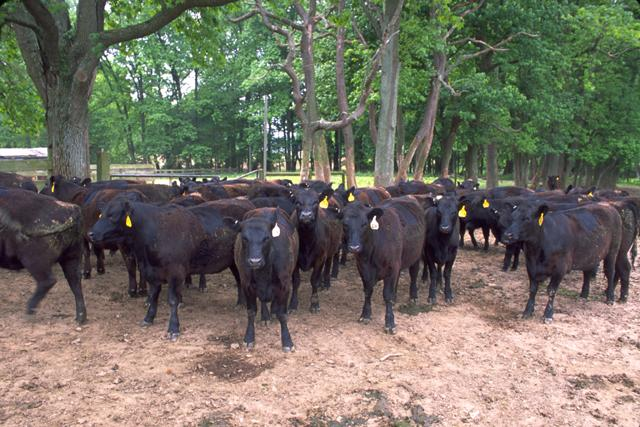
Череда — велика кількість корів, зібрана в одну групу для випасання

Абердино-ангуська порода м'ясної худоби виведена в графстві Абердин і Ангус у Шотландії та поширена в багатьох країнах світу: США, Канаді, Аргентині, Новій Зеландії. Акліматизаційні властивості цієї породи дозволяють розводити її в Україні, а також в різних регіонах (Поволжя, Північний Кавказ, Алтайський край, Урал). В Україні абердин-ангусів акліматизували в різних географічних зонах і виявили високий генетичний потенціал м'ясної продуктивності, відтворювальної здатності, поїдання кормів, забійних показників, смакових і кулінарних властивостей м'яса. Жива маса повновікових корів і биків відповідно становить 500—600 і 700—800 кг.
Порода шароле виведена у Франції 200 років тому і за цей час була поширена в більш ніж п'ятдесят країн світу. Жива маса повновікових корів становить 500—600 кг, а биків — 1200—1250 кг.
В Україні виведена Волинська м'ясна порода ВРХ. Також існує Галловейська порода.

#### М'ясо-молочні
Симентальська порода, виведена у Швейцарії, є однією із найрозповсюдженіших в Америці та Європі. Худоба цієї породи має подвійну продуктивність: молочну (2500 кг молока на корову в рік, 3,7 % жиру) і м'ясну.
Шортгорнська порода виведена у VIII столітті у Великій Британії. Поділяють на два типи: молочного і м'ясного напрямку. На початку XIX століття виведена Бестужевська худоба.

## Використання людьми

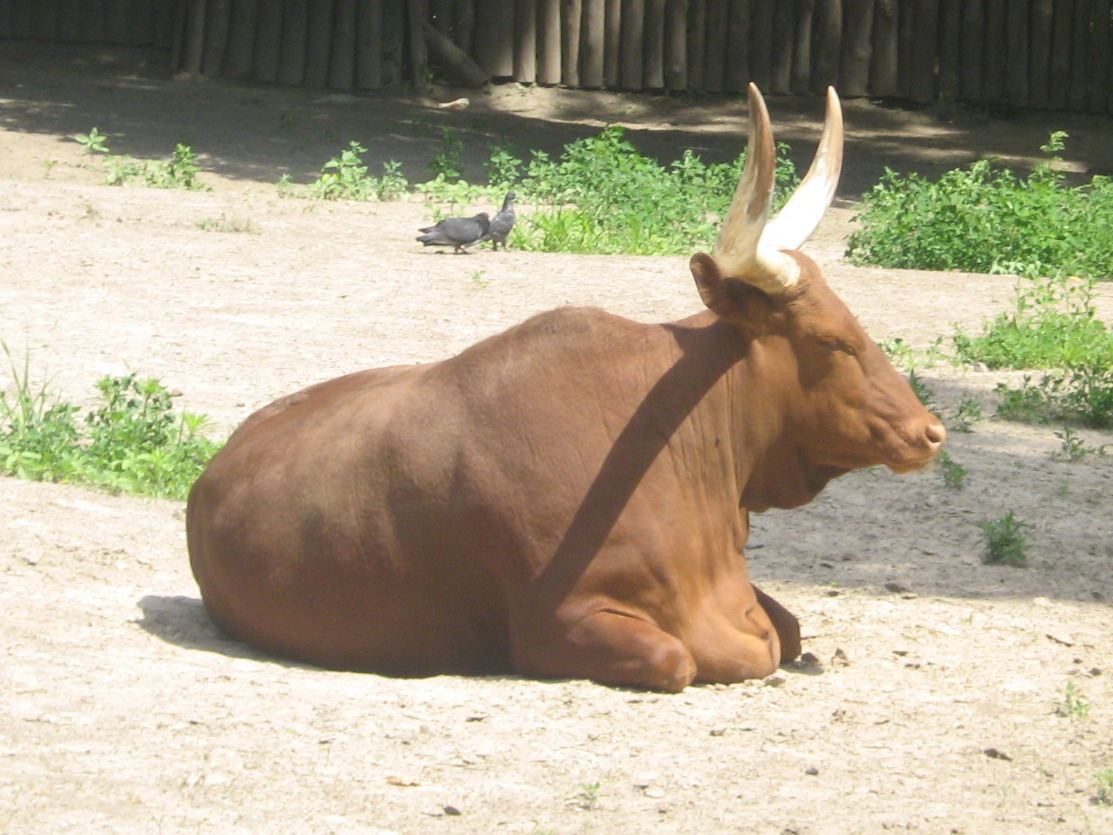
Ватуссі в Київському зоопарку

Вже багато століть тому людина приручила туриць, що з часом стали коровами задля молока. Кількість надоїв молока та кількість м'яса не задовольняла потреб тогочасної людини, і тому людина почала виводити молочні, м'ясомолочні та м'ясні породи корів.
В Африці свійська довгорога форма — ватуссі, відома в культурах цього континенту протягом останніх 6 тис. років.

### Молоко

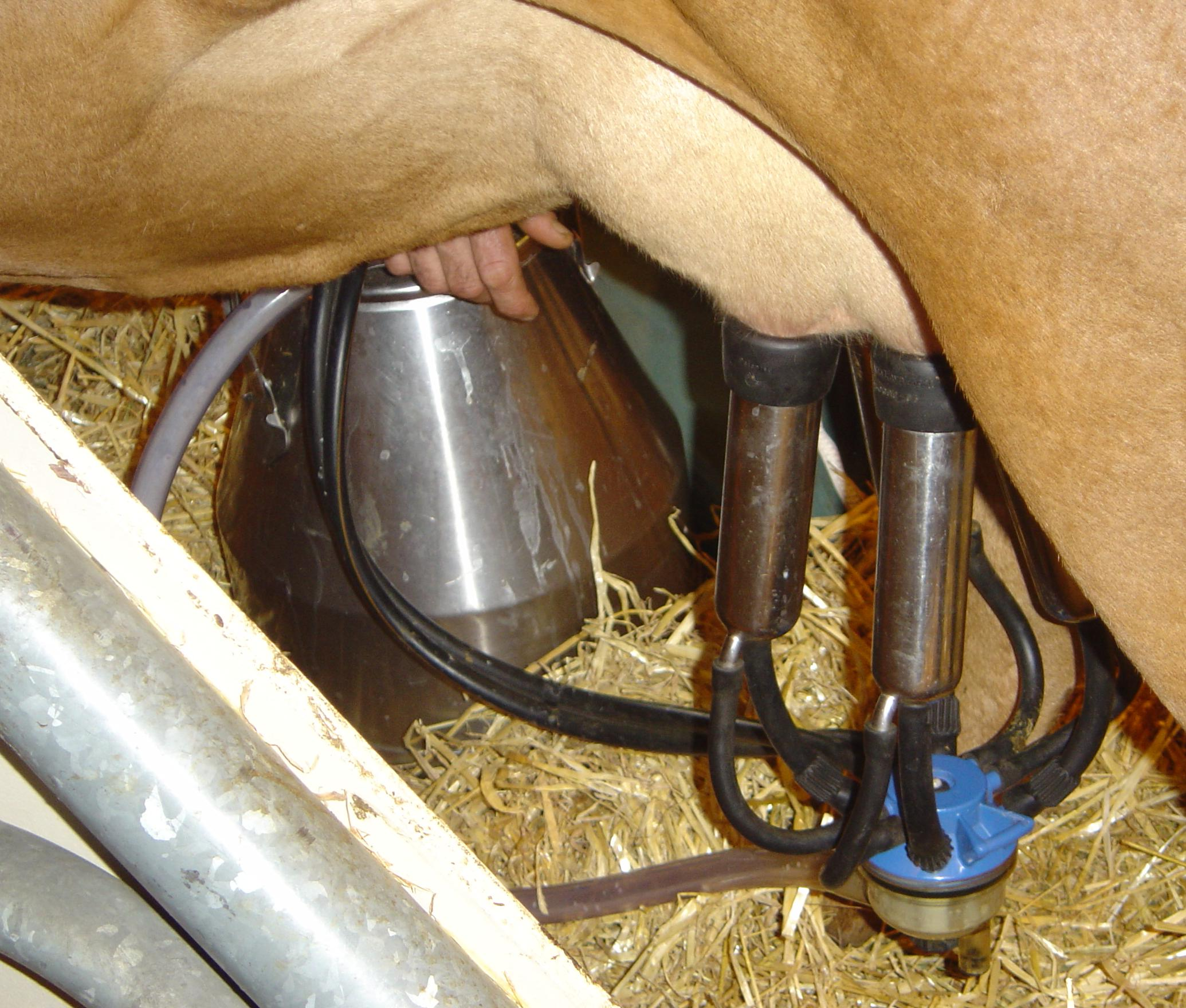
Доїльний апарат

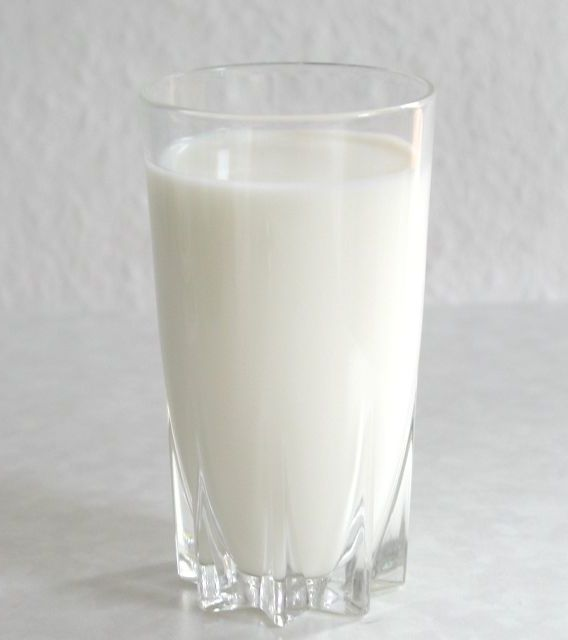
Склянка молока

Є дві версії приручення корови: перша — як тяглову силу, друга — як джерело молока. Приблизно 5 століть тому середня кількість надоїв корови становила 1000 літрів за рік. Після виведення нових і нових порід корів середня кількість надоїв корови на рік становить 10000 літрів молока. Найбільшу кількість молока надоїли у корови на території СРСР — близько 15 тис. літрів за рік.
Корови дояться для видобутку молока. Ця практика розпочалася рано після одомашнення, 8500 р. до н. е. на Близькому Сході. Це виробництво, яке швидко стає важливим для виживання певних народів. Таким чином, пулс, кочовий народ Центральної Африки, постійно подорожує зі своїми стадами корів, які постійно постачають їм молоко, яке вони споживають щодня в різних формах. У Європі молоко відсутнє у стародавній кухні, але поступово набуває важливості, спочатку в селянському світі, для якого воно є важливим джерелом їжі, а потім для решти суспільства, з розробкою перероблених продуктів, таких як масло. Протягом XX століття молоко стало поширеним продуктом споживання, оскільки виробництво індустріалізується. Молочні ферми стають все більш продуктивними та покращують гігієну молока. Великий прогрес, спричинений винаходом системи збереження (стерелізація при високих температурах), також дозволяє популяризувати споживання молока.
Однак споживання молока створює певні проблеми. Якщо немовлята мають лактазу, фермент, який дозволяє перетравлювати лактозу молока, це не стосується всіх дорослих. Насправді популяції, в яких традиційне споживання молока мають більше цього ферменту. Особливо це стосується країн Північної Європи.
У 2006 році по всьому світу було вироблено 550 мільйонів літрів коров'ячого молока, або 87 % від загального виробництва молока. Основними виробниками є Європейський Союз, Азія та особливо Індія та американський континент. Залежно від країни, спостерігаються дуже великі варіації у надоях молока від корів, вони особливо високі в країнах Північної Америки та Європі, де землеробство дуже інтенсивне. Навпаки, Африка має найбільше поголів'я худоби, тоді як загальне виробництво молока тут незначне. Країни, де споживання молока та похідної продукції є найбільшим — країни Європейського Союзу та Північної Америки, і в меншій мірі Аргентина, Австралія та Нова Зеландія.
Це молоко може бути перетворене на дуже різноманітні молочні продукти, такі як сир, масло, вершки або йогурт. Промисловість розвинулася навколо збору молока, його трансформації та його розповсюдження.
Кількість надоїв молока за рік у тоннах по країнах:

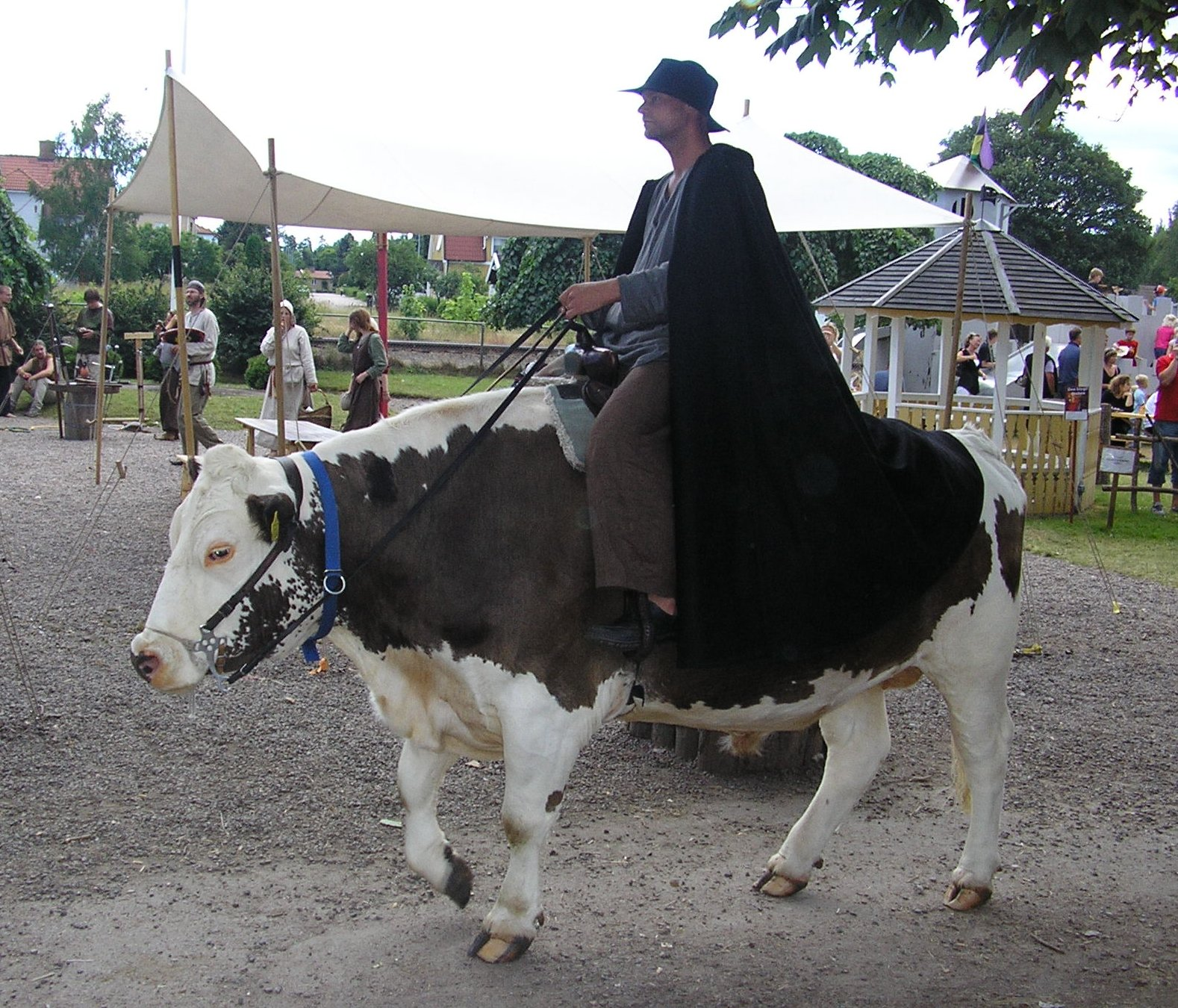
Людина верхи на волі

| Місце | Країна    | Надої  | Місце | Країна          | Надої |
| ----- | --------- | ------ | ----- | --------------- | ----- |
| 1     | США       | 11.207 | 10    | Канада          | 1.425 |
| 2     | Бразилія  | 7.774  | 11    | Німеччина       | 1.258 |
| 3     | Китай     | 6.267  | 12    | Італія          | 1.142 |
| 4     | Аргентина | 2.700  | 13    | Україна         | 730   |
| 5     | Росія     | 2.100  | 14    | Іспанія         | 721   |
| 6     | Австралія | 2.033  | 15    | Нова Зеландія   | 700   |
| 7     | Франція   | 1.590  | 16    | Велика Британія | 700   |
| 8     | Мексика   | 1.496  | 17    | Колумбія        | 690   |
| 9     | Індія     | 1.483  | —     |                 |       |

### М'ясо
Також люди використовують корів та тримають їх задля м'яса. Для цього виведені спеціальні м'ясні породи корів. М'ясо забитої ялівки або теляти називають телятиною. М'ясо старшої корови називають яловичиною. З коров'ячого м'яса виготовляють багато м'ясних виробів.

### Шкіра
Коров'яча та теляча шкіра — це добрий матеріал на одяг та взуття. Теляча шкіра дуже зручна в жарку погоду, оскільки добре пропускає повітря. Із коров'ячої шкіри в Німеччині та Швейцарії роблять добротні меблі. Корів, шкіра яких призначена для меблів високого класу, миють щодня, дбають про те, щоб у шкірі не заводилися комахи.

### Перевезення
За однією версією, корову приручили саме для перевезення. Близько тисячоліття тому людина почала використовувати самців корів для перевезення. Для цього їх спершу кастрували, щоб були спокійні, сильні та витривалі. Таких самців корів називали волами. Воли здатні перевозити великі вантажі (до 2 тонн), що є набагато ефективніше, аніж перевезення вантажу кіньми. Проте воли доволі повільні. У Азії аналогією вола є зебу, такий же ефективний. На території України чумаки з волами їздили до Криму по сіль. У XVII столітті віл цінувався більше, ніж кінь.

## Корова у культурі

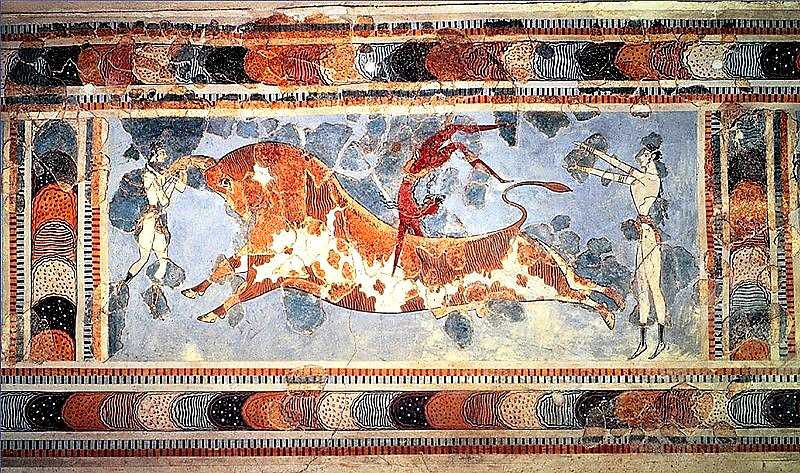
«Стрибки з биком» — розпис палацу в Кноссі

Давнім символом космічних сил, які, за язичницькими віруваннями створили світ, були бик і корова, верховна божественна пара. Корова при цьому була персоніфікацією Матері-Землі і символізувала величезне космічне лоно, в якому виношувалося все існуюче.
Корова набула великої пошани серед українців. Її називали «годувальницею», адже вона давала молоко — продукт, який склада в основний раціон наших предків. До ХІХ ст. корова обов'язково жила у хаті разом з господарями, якою б не тісною була хатина[джерело?].

### У Індії та Африці

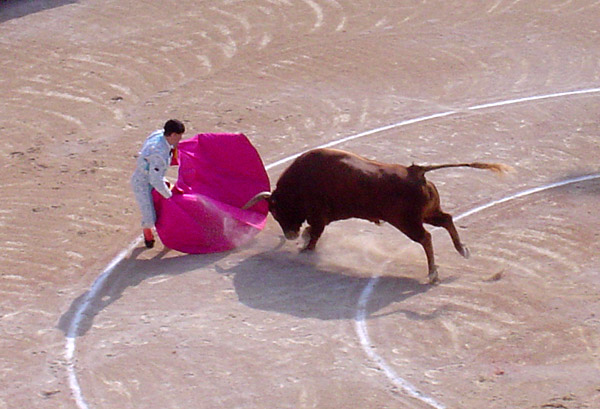
Корида

У Давній Індії корова — священна тварина, що символізує плодючість, достаток, землю, є персоніфікацією як неба, так і землі. В індуїзмі і в буддизмі спокійний, врівноважений характер корови, імовірно, настільки повно збігався з уявленнями про благочестиве життя, що вона стала найшанованішою і священною твариною. Попри те, що часом корова робить великі збитки, буддисти та індуїсти не перестають її вважати священною.

### На території сучасної України
У трипільській культурі корова — богиня. Археологічні знахідки свідчать, що у часи трипільської культури виготовляли керамічні статуетки цієї тварини. На південній території сучасної України знайдені поховання кемі-обинської культури. Під час розкопок поховань виявлено рештки корів, похованих живцем разом із господарем.

### Бої биків
Бій биків — змагання людини з биком (іноді в це поняття вводять бій між биками або цькування бика). Нині бій биків практикують у деяких країнах, найвідоміший його іспанський різновид — корида. Міжнародна спільнота виступає проти таких змагань, які закінчуються загибеллю тварини.

### Парад корів
Парад корів — англ. CowParade — міжнародна художня акція, що проходить у найбільших містах світу. У процесі акції корів ліплять у їхню натуральну величину, виготовляють із скловолокна, глини, кераміки їх скульптури. Після акції такі скульптури виставляють на вулицях та у громадських центрах.

### Корови у геральдиці

Герб Андорри.
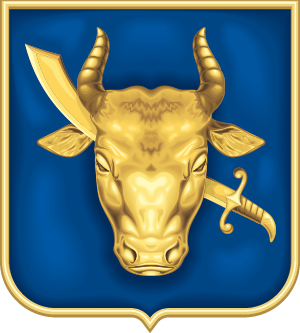
Герб міста Прилуки, Україна.
Герб села Сотниківка, Україна.
Герб міста Турин, Італія.
Герб міста Каунас, Литва
Герб Більськ-Підляська, Польща
Герб Турека, Польща.
Герб міста Санлукар-де-Баррамеда, Іспанія
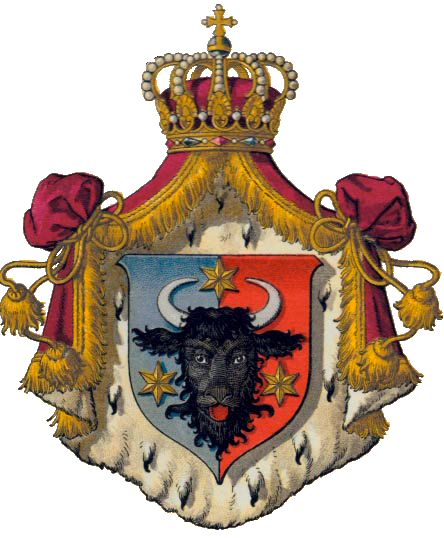
Герб Коронне герцогство Буковина, Україна.

## Хвороби корів
Захворювання корів бувають різні. Найчастіше трапляється коров'ячий рак крові — лейкоз. Заражені лейкозом корови небезпечні тим, що переносять хворобу через кров та молоко. Щоб уникнути зараження корів лейкозом, їм щорічно роблять вакцинацію та обстежують на цю та інші хвороби. Якщо корова здорова, їй видають спеціальний паспорт на дозвіл споживання молока від неї. Збирати молокопродукти молокозавод може лише тоді, коли є такий паспорт.
Крім того, корова може хворіти на туберкульоз, сказ, сибірку, лептоспіроз тощо.
Часто під шкірою корів живуть личинки ґедзів та деяких інших комах. Ці личинки живляться кров'ю корів і здатні зменшити кількість крові у корови майже на один відсоток.

### Порушення харчування
Правильне функціонування травлення в рубці може бути порушено варіаціями кислотності, що спричиняє порушення жуйкової флори, певні бактерії, можуть аномально швидко розмножуватися. Найчастішою проблемою є ацидоз, який характеризується рН, занадто кислим в рубці, і пов'язаний із надмірним споживанням продуктів, багатих крохмалем, як зернові. Він може бути гострим, і тоді потенційно смертельним для тварини або хронічним, менш небезпечним. Подрібнені продукти, такі як кукурудзяний силос, можуть нести ризик ацидозу, оскільки час їх жування низький, і тому вони не сприяють достатньому слиновиділенню для регулювання рН в рубці. Таким чином, для обмеження цього ризику слід рекомендувати грубі продукти. Навпаки, алкалоз пов'язаний зі збільшенням рН. Це викликано швидким збільшенням вмісту аміаку в рубці після розкладу азотовмісної речовини раціону. Алкалоз іноді викликає зупинку жування, яка може бути ускладнена метеоризмом. Тоді тварина ризикує померти від ядухи. Алкалоз, як правило, виникає при випасі на молодих бобових.
У разі перевантаження їжею на рівні рубця проблема часто переноситься до кишечника. Кишечник може реагувати шляхом евакуації переповнення, відбувається діарея. Але якщо є уповільнення транзиту кишечником, певні бактерії, клостридії, можуть швидко розмножуватися в кишечнику, і токсини, який вони синтезують, загрожують тварині: це ентерогенна аутоінтоксикація. Занадто раптові харчові переходи є частими причинами кишкових розладів.
Корови також можуть стати жертвами харчових отруєнь. Причиною отруєь можуть бути погано збережені корми: наявність землі сприяє появі лістеріозу, пліснява є відповідальною за некроз кори головного мозку та передчасне отелення. На пасовищі найчастіше отруєння пов'язане з споживанням жолудів, пізньоцвіту, проліска, які, як правило, викликають діарею. Споживання пагонів або гілок тифа, що впали на землю, більш небезпечне, оскільки вони містять сильну нервову отруту.
Корови можуть страждати від дефіциту різних мінералів. Найчастішим випадком є дефіцит кальцію, який також називають молочною гарячкою, після отелення, дефіцит магнію. Також можливі нестачі жирозчинних вітамінів(A, D, E і K). З іншого боку, інші вітаміни (B і C), звані водорозчинними, синтезуються мікроорганізмами в рубці.

## Вплив на довкілля

### Добрива
Коров'ячий перегній є одним із найкращих добрив. Коров'ячий перегній також є одним із найдорожчих удобрювальних матеріалів. У посліді корови часто поселяються мурахи та руді мурахи. Послід корови для удобрення розносять жуки-гнойовики; мухи відкладають у ньому свої яйця. Крім того, кури, розриваючи послід корови, знаходять там багато поживних речовин.

### Викиди метану
Науковці з Великої Британії виявили, що корови виділяють метан. Його кількість залежить від раціону корови. Продовольча та сільськогосподарська організація ООН підтвердила ці відомості. Найдокладніше цю проблему досліджували у Великій Британії. Дослідники дійшли висновку, що щодня кожна з 10 млн британських корів виділяє приблизно 100—200 літрів метану.

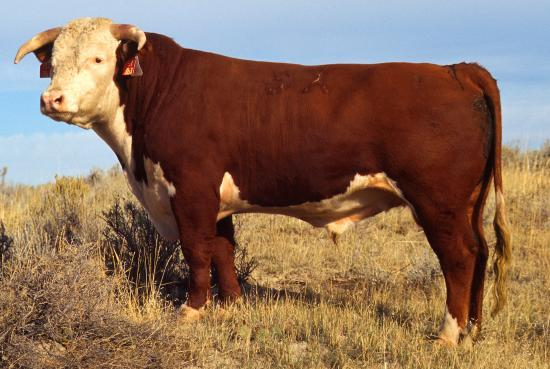
Дорослий бик племінноï породи

У ході проєкту науковці також розглянуть можливі методи скорочення виділення худобою аміаку — ще одного парникового газу. Завданням науковців є розробити якийсь новий раціон для корів, щоб вони менше виділяли газ. Майкл Еббертон з Уельського Інституту досліджень лугопасовищних угідь і навколишнього середовища, що в Аберіствіту, називає кілька можливих варіантів корму корів, щоб зменшити викиди газу: райграс з високим вмістом цукру, біла конюшина й лядвенець.
Британський уряд виділив на цей проект, який здійснюватимуть протягом трьох років, 750 тис. фунтів стерлінгів. Головна база досліджень — Уельському університеті в Аберіствіті.

## Зменшення популяції в Україні
Останнім часом відзначають скорочення кількості корів у сільському господарстві. Ця проблема найпоширеніша у країнах колишнього СРСР, де приватне сільське господарство влада підтримує на низькому рівні. У селі спостерігають зменшення кількості працездатного населення, яке здатне вирощувати корів. Зменшення кількості корів сприяє подорожчанню молока, що уже помітно у багатьох країнах, особливо в Україні.

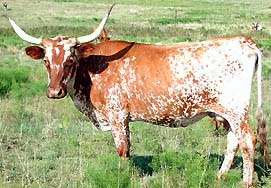
Техаський бик

## У культурі

### Релігія і символізм
Корови і бики трапляються у багатьох віруваннях та релігіях. Вони, як правило, символізують силу, енергію, енергійність або навіть родючість. Вони є в формі тільця в знаках зодіаку та у вигляді бика в китайській астрології. Бик був жертовною твариною, яку широко використовували цивілізації галлів, римлян та греків. Бики з'являються в єгипетській та греко-римській міфологіях, а також в авраамічних релігіях, а також у незначних культах, таких як культ Мітри в Перській імперії. Культ бога-тільця також є плідним у месопотамських цивілізаціях: шумерів, ассирійців, вавилонян та хеттів, які практикували його в різних формах.

### Єгипетська міфологія
В єгипетській міфології символіка корови з'являється через богиню Хатор. Ця богиня, дочка Нут та Ра, представлена або у вигляді корови, або у формі жінки з коров'ячими рогами. Хатор — богиня любові, радості та танцю та захисниця новонароджених. Вона — мати фараона і захисниця Горуса. Корова, символ родючості, також була пов'язана з повенями Нілу, які запліднювали землю. Було також кілька священних биків, і культи, присвячені бику, включаючи культ Апіса.

### Греко-римська міфологія
Корови та бики дуже присутні в греко-римській міфології. Найвідоміший приклад це, безумовно, Мінотавр, напів-бик, напів-людина, що походив від королеви Пасіфаї та критського бика, якого Посейдон запропонував Міносу. Це чудовисько, замкнуте в лабіринті, створеному Дедалом, харчувалося людською плоттю. Тесей переміг його і покинув лабіринт слідуючи за ниткою, яку Аріадна йому залишила. Геракл також має справу з биком під час своєї подорожі. Під час сьомого подвигу, замовленого Еврістеєм, він захоплює бика Кріту, і повертає його до Греції.
Але бики — це не завжди монстри з якими потрібно битися. Таким чином, Зевс перетворюється на білого бика, щоб спокусити Європу, дочку Агенора, короля Фінікії. Крім того, слідуючи за іншою із багатьох своїх любовних пригод, він перетворює Іо на телицю, щоб заховати її від ревнощів своєї дружини Гери. Бик також був символом Вакха, Бога Вина.

### Скандинавська міфологія
У скандинавській міфології гігант Імір, перша жива істота, живиться коровою Аудумла. Із вимені Адумли протікало чотири річки молока, з яких Імір пив. Аудумла народилася з льоду та вранішньої зорі часу. З льоду, який вона постійно лизала з'явилася істота, Бурі, яка народила Бора. Останній мав трьох дітей з дочкою льодового гіганта на ймення Бестла. Його синів називали Одіном, Вілі та Ве. Вони не змогли переносити Іміра і вбили його, і використовували його тіло для створення світу.

### Монотеїстичні релігії
У авраамічних релігіях обожнення корів і биків є представленням політеїзму через історію культу золотого теляти. Ці релігії також посилаються на велику рогату худобу. Таким чином, у Корані, Сура 2 називається «корова» (Аль-Бакара). У Торі фігурує сон Йосифа, який надає сенсу фараоновим семи жирним коровам та семи худим коровами, що вийшли з річки та обряд рудої корови. Бик також є символом святого Луки, одного з чотирьох авторів Євангелія. У IV столітті бик з'являється у уявленнях про Різдво як символ терпіння, що зігріває Ісуса його диханням. Протягом століть багато святих шануються селянами, за захист їх стад, як святий Гуссо та святий Евтроп у Лімузині, святий Корнелі в Бретані або святий Еттон та святий Антуан в регіонах Північної Франції.

### Індуїзм
Саме в індійській цивілізації, безсумнівно, культ корови є найдосконалішим. Корова там була священною з V століття до нашої ери. Дійсно, індуїсти вважають її втіленням усіх богів і забороняють її вбивати. У індуїстській легенді Кришна, один з найбільш шанованих богів, піднімався серед стада корів. Корова також позначається ім'ям Го, що виникло з споконвічна «молочна мати». Нарешті, Вішну, як спаситель Землі, також називається Говінда: пастух.
Ще й сьогодні значна частина населення все ще вважає корів за священних тварин. Телята все ще мають право на релігійне освячення, як і кожна нова дитина в сім'ї. Забій корів також суворо заборонений в Індії, за винятком штатів Західна Бенгалія та Керала. Корови вільні ходити по вулицях і навіть на шосе. У них немає призначення бути з'їденими, до їхньої смерті. Їх молоко, звурджене молоко (йогурт), масло та ге (очищене масло), їхній гній і навіть їх сечу використовували. Коли вони мертві від старості, нещасних випадків чи хвороби, їх шкіра може використовуватися певними кастами, щоб зробити шкіру, а інші можуть їсти м'ясо.
Елементи індуїстської космогонії, що стосуються великої рогатої худоби, дуже схожі на скандинавську міфологію, що стосується Адумли.